# Caraúbas
Caraúbas este un oraș în Paraíba (PB), Brazilia.